# Wilfried Emmert
Wilfried Emmert (* 26. Oktober 1930 in Stuttgart; † 31. März 2023 in Köln) war ein deutscher Dirigent und Generalmusikdirektor.

## Leben und Wirken
Wilfried Emmert ließ sich von 1948 bis 1952 zum Dirigenten ausbilden. Seine erste Anstellung fand er an der Staatsoper Stuttgart. Danach wirkte er am Opernhaus Nürnberg. Eine weitere Station waren die Städtischen Bühnen Krefeld-Mönchengladbach; in der Spielzeit 1965/66 stand zum Beispiel die Opernversion von Die lustigen Weiber von Windsor auf dem Programm. Anschließend wurde er ans Nationaltheater Mannheim verpflichtet, wo er unter dem Generalmusikdirektor und Leiter des Opernfachs, Horst Stein, die Aufgaben eines Ersten Kapellmeisters erfüllte. Eine seiner letzten Beteiligungen an Aufführungen war die von Reinhold Schubert vorgenommene Neuinszenierung von Giuseppe Verdis Oper Nabucco im Juni 1968.
1969 kam Emmert als Nachfolger von Carl Gorvin an das Pfalztheater Kaiserslautern, als gerade die Überlegung des Zusammenschlusses umliegender Theater im Gange war. Das diesbezügliche Gutachten hielt dies jedoch nicht für sinnvoll und das Pfalztheater behielt seine Eigenständigkeit. Dort nahm sich Emmert vor allem der klassischen Werke an, auf die er das Orchester einschwor. Dies trug ihm einen Ruf als hervorragender Mozart-Interpret ein. Neben seinen Einstudierungen der Zauberflöte und der Entführung aus dem Serail blieben auch die von Strauss-, Wagner- und Beethoven-Werken in Erinnerung. Beifall von Kritikern wie vom Publikum wurde ihm für La Bohème und Tosca von Puccini, Bizets Carmen und Janáčeks Jenůfa zuteil. Den Vortrag von Verdis Macht des Schicksals feierten Rezensenten als Sternstunde. In einem Interview gab sich der Gelobte bescheiden: „Ein schöpferischer Künstler kann genial sein. Wir Reproduzierenden sind allenfalls talentiert.“ Emmert vergaß bei aller Beschäftigung mit der klassischen Musik die Ausübenden nicht: Er kümmerte sich um die Auslese und Förderung des Sängernachwuchses und verhalf so den Opernsängern Wolfgang Brendel, Bodo Brinkmann, Bruno Pola und Alejandro Ramírez sowie der Opernsängerin Jayne Casselman zu Erfolg und Ansehen.

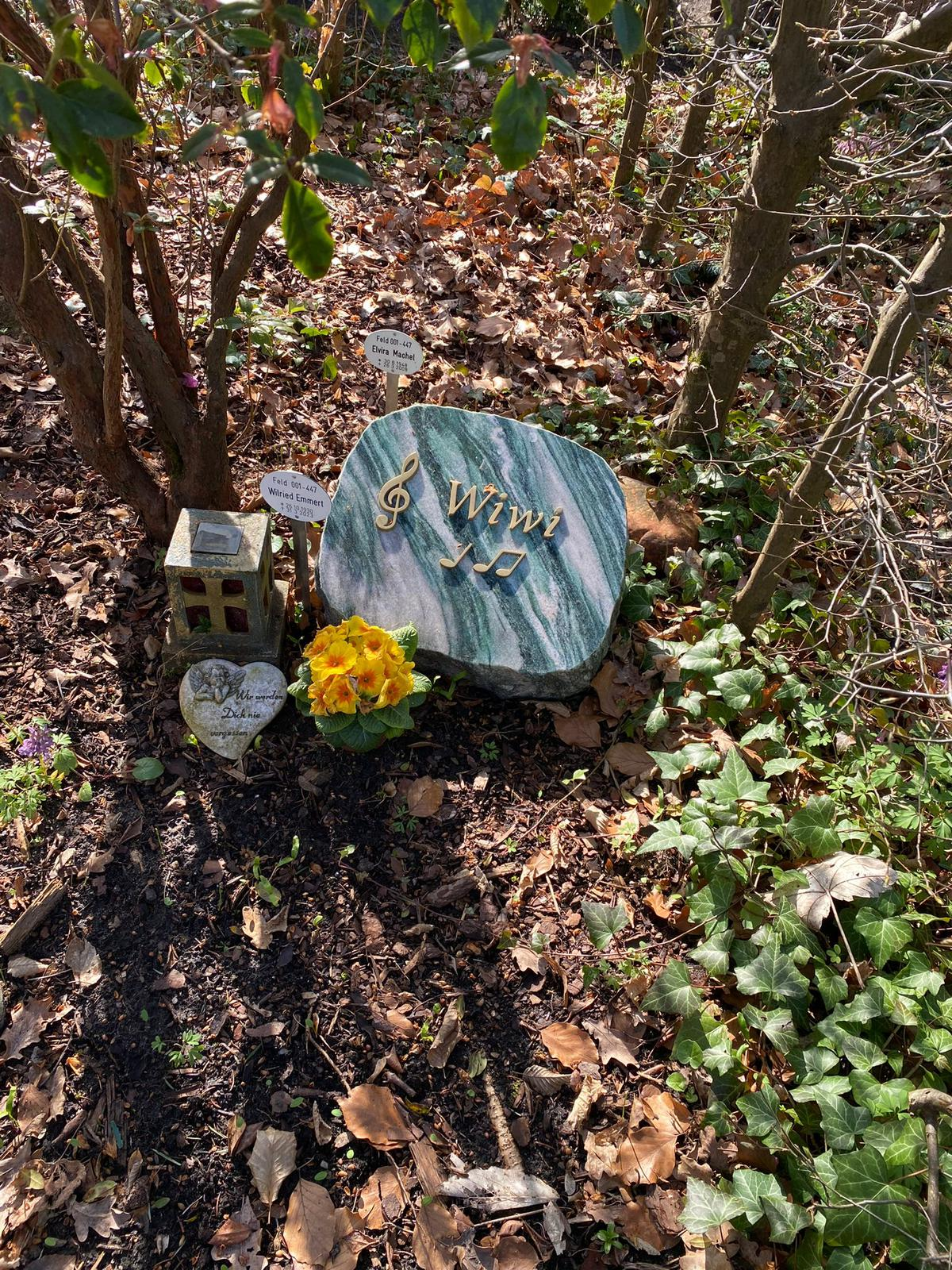
Grabstätte auf dem Friedhof Zehlendorf

Emmert gab – mit oder ohne Kaiserslauterer Orchester – landesweit Gastspiele, zum Beispiel an der Hamburgischen Staatsoper und der Deutschen Oper Berlin. Mit der Oper Fidelio dirigierte er sich in die Gunst der Beethoven-Stadt Bonn. Darüber hinaus dirigierte er in Nizza Don Giovanni und die Entführung aus dem Serail.
Über ein Gastspiel des Pfalztheaters 1988 am Theater der Stadt Offenbach am Main mit Ariadne auf Naxos schrieb die Frankfurter Rundschau: „Daß das Orchester etwas stumpf klang, kann an der schlechten Akustik des Offenbacher Hauses liegen. Aber die vorwiegend solistischen Aufgaben sind natürlich für die Musiker eines kleineren Hauses nicht leicht zu bewältigen. Wilfried Emmert dirigierte durchweg recht, manchmal allzu zügig, das hitzige Finale doch wohl etwas behäbig.“
Die bereits von seinem Amtsvorgänger Gorvin angebahnte Erweiterung des öffentlichen Wirkungskreises des zuvor ausschließlich im Theater auftretenden Ensembles baute Emmert aus, indem er das Orchester in die Reihe der städtischen Sinfoniekonzerte integrierte.
1978 ehrte ihn das Kultusministerium Rheinland-Pfalz mit der Peter-Cornelius-Plakette. Gábor Halász bezeichnete die lange Ära Emmert einmal als einen „ausgesprochenen Glücksfall“ für die Region. Außer künstlerischer Anerkennung fand Wilfried Emmert am Theater auch sein privates Glück und heiratete die Primaballerina Marina Schörnig. Nach 21 Jahren gab er 1989 mit der Hochzeit des Figaro seine Abschiedsvorstellung am Pfalztheater. Obwohl er in Kaiserslautern blieb, stand er weiterhin im In- und Ausland am Dirigentenpult. Mehrfach trat er mit seiner zweiten Frau auf, der Mezzosopranistin Dagmar von Bronewski. Seit einem schweren Schlaganfall Emmerts im Jahr 2019 lebt das Ehepaar in Köln.
Wilfried Emmert wurde in der Familiengrabstätte seiner zweiten Ehefrau auf dem Berliner Friedhof Zehlendorf (Feld 001-447) beigesetzt.

## Auszeichnungen
- 1978: Peter-Cornelius-Plakette